# Цугару Цугуакира
Цугару Цугуакира (яп. 津軽 承昭, 7 сентября 1840 — 19 июля 1916) — 12-й и последний даймё княжества Хиросаки в северной провинции Муцу, Хонсю, Япония (современная префектура Аомори). Его титул учтивости — Тоса-но-ками, который позже был повышен до Эттю-но-ками и Дзидзю , а его придворный ранг при сегунате Токугава был младшим четвертым рангом, низшей ступенью.

## Биография
Родился 7 сентября 1840 года в Эдо. Четвертый сын Хосокавы Наримори (1804—1860), 8-го дайме княжества Уто (1818—1826) и 10-го даймё Кумамото-хана (1826—1860). Он женился на 4-й дочери Цугару Юкицугу (1800—1865), 11-го дайме домена Хиросаки (1839—1859), и был усыновлен в качестве его наследника в 1857 году.
Цугуакира стал дайме 7 февраля 1859 года после отставки Юкицугу и продолжил политику своего предшественника по модернизации и вестернизации вооруженных сил домена. Он стал дайме во время неспокойного периода Бакумацу, во время которого клан Цугару впервые встал на сторону проимперских сил Союза Саттё и напал на соседнее княжество Сёнай. Затем владения ненадолго перешли к стороннику Токугавы Северному союзу, но по пока неясным причинам вскоре вышел из союза и через несколько месяцев вновь присоединился к императорским властям, участвуя в нескольких сражениях во время войны Босин, в частности в битве при Нохедзи и битве при Хакодате на стороне сторонников Мэйдзи.
После реставрации Мэйдзи, с отменой системы хан, Цугару Цугуакира был назначен императорским губернатором Хиросаки с 1869 по 1871 год, когда территория была включена в состав новой префектуры Аомори.
Он переехал в Токио. С установлением системы пэров кадзоку в 1882 году Цугуакира был удостоен титула хакусяку (графа). После ухода из общественной жизни он занимал пост директора Национального банка номер 15 (第十五国立銀行, Дай дзюго кокурицу гинко) и был известен своей поэзией вака. Он умер в Токио в 1916 году, и его могила находится на кладбище Янака в Тайто-ку, Токио.
У Цугару Цугуакиры не было сына, и он усыновил младшего сына придворного дворянина Коноэ Тадафусы (1838—1873), который взял имя Цугару Хидэмару (津軽英麿) (1872—1919), чтобы стать его наследником.